# 3009 Coventry
A 3009 Coventry (ideiglenes jelöléssel 1973 SM2) a Naprendszer kisbolygóövében található aszteroida. Nyikolaj Sztyepanovics Csernih fedezte fel 1973. szeptember 22-én.